# أوتو فيلي كوسينن
أوتو فيلي كوسينن (Otto Wille Kuusinen؛ لاوكا، 4 أكتوبر 1881 - موسكو، 17 مايو 1964) سياسي فنلندي سوفيتي ومؤرخ أدبي وشاعر. فر إلى الاتحاد السوفيتي بعد هزيمة الحرس الأحمر في الحرب الأهلية الفنلندية، حيث عمل حتى وفاته.

## النشأة
ولد كوسينن لأسرة الخياط فيلهلم يوهونبويكا كوسينن في لاوكا في عام 1881. توفيت والدته وهو بعـُمر سنتين، وقررت الأسرة الانتقال إلى يوفاسكولا. تخرج كوسينن من ثانوية يوفاسكولا في مايو 1900 ودخل جامعة هلسنكي في نفس العام. كانت دراسته الرئيسية بالفلسفة وعلم الجمال وتاريخ الفن. كان كوسينن عضواً نشطاً في اتحاد الطلبة، وخلال هذه الفترة كان مهتما بالفنومانية المحافظة والألكيوية. تخرج كوسينن مجازاً بالفلسفة في عام 1902.

## الحرب الأهلية، ورحلة إلى روسيا السوفيتية
بعد الإطاحة بيوهو كووستي كاري رئيس الحزب الأكثر اعتدالاً في عام 1906، أتى كوسينن ليهيمن على الحزب الاشتراكي الديمقراطي الفنلندي. كان عضواً في برلمان فنلندا 1908-1913 البرلمان ورئيساً للحزب 1911-1917. كان زعيماً لثورة يناير من عام 1918 في فنلندا التي صنعت جمهورية العمال الفنلندية الاشتراكية قصيرة العمر. بعد هزيمة الجمهورية بالحرب الأهلية الفنلندية في عام 1918، فر كوسينن إلى موسكو وساعد في تشكل الحزب الشيوعي الفنلندي.
تابع عمله كقائد بارز للكومينترن في روسيا البلشفية، الذي سرعان ما أصبح الاتحاد السوفيتي. كما صار كوسينن قائدا في الاستخبارات العسكرية السوفيتية (GRU) أنشأ شبكة معلومات استخباراتية ضد الدول الإسكندنافية. في فنلندا، أعاد فصيل أكثرُ اعتدالاً بقيادة فاينو تانر تأهيل الاشتراكيين الديموقراطيين. وفي الوقت نفسه، بات يـُنظر إلى كوسينن والراديكاليين الآخرين بشكل متزايد باعتباره مسؤول عن الحرب الأهلية وتداعياتها.
دفع العداء للاشتراكيين في فنلندا في العقود التي تلت الحرب الأهلية الكثير من الفنلنديين للهجرة إلى روسيا «لبناء الاشتراكية.» غير أن التطهير الأعظم السوفيتي وجـّه ضربة قاسية ضد الفنلنديين في الاتحاد السوفيتي - أُعدم معظم أولئك الذين لم يفروا عائدين إلى فنلندا كخونة في الثلاثينات - تضررت سمعة كوسينن في فنلندا أكثر لـّما اتضح بأنه أحد قلائل جداً لم تطلهم المحاكمات الصورية والنفي والإعدامات الستالينية.

## رئيس حكومة تيريوكي

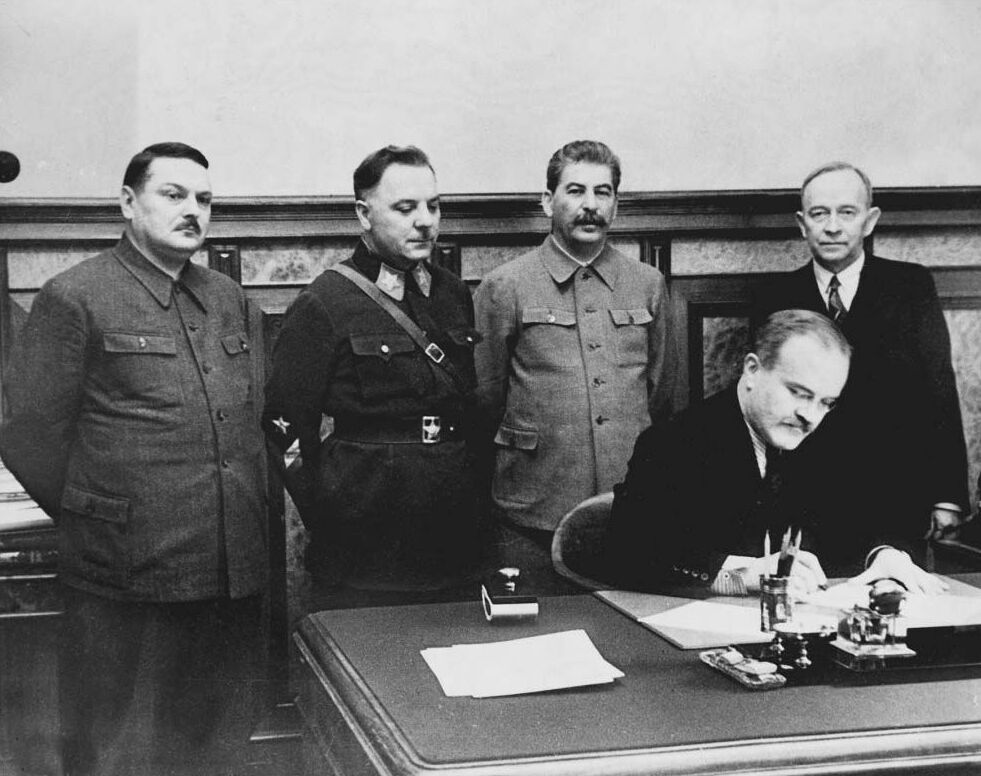
توقيع الاتحاد السوفيتي لمعاهدة مع جمهورية فنلندا الشعبية. شارك ستالين، فياتشيسلاف مولوتوف، كليمنت فوروشيلوف واندريه جدانوف في المراسم، كما هو فعل كوسينن.

لمـّا بدأ الجيش الأحمر تقدمه خلال حرب الشتاء في 30 نوفمبر 1939، أُعلن كوسينن رئيساً لجمهورية فنلندا الشعبية (تعرف أيضا باسم حكومة تيريوكي) وهو نظام دمية لستالين استهدف حكم فنلندا. ولكن لعدم سير الحرب كما كان مخططاً، قررت القيادة السوفيتية التفاوض على السلام مع الحكومة الفنلندية، فتم حل حكومة كوسينن بهدوء وعـُين رئيساً لهيئة رئاسة مجلس السوفيت الأعلى في الجمهورية الاشتراكية السوفيتية الكاريل فنلندية (1940-1956).
منذ بداية الحرب، وقفت الطبقة العاملة الفنلندية وراء الحكومة الشرعية في هلسنكي. سـُميت الوحدة الوطنية الفنلندية ضد الغزو السوفيتي لاحقاً بروح حرب الشتاء.

## عضوية المكتب السياسي
أصبح كوسينن مسؤول نافذاً في الجهاز الإداري للدولة السوفيتية. كان عضواً في المكتب السياسي للحزب الشيوعي أعلى أجهزة الدولة. واستمر كوسينن بعمله في عهد نيكيتا خروتشوف (1953-1964). شغل منصب أمين اللجنة المركزية للحزب الشيوعي السوفيتي 1957-1964. في عام 1952 ومرة أخرى في عام 1957 انتخب أيضاً لرئاسة اللجنة المركزية.
كان كوسينن أحد محرري أساسيات الماركسية اللينينية، التي تعتبر إحدى الأعمال الأساسية بشأن المادية الجدلية والشيوعية اللينينية. في سياسة الكرملين كان يعتبر ليبرالياً - ومن مسافته الزمنية أشار تفكيره باتجاه البيريسترويكا. أثناء تحرير برنامج جديد للحزب من أجل «التطور الصناعي والزراعي والتقني السريع» أيـّد التخلي عن مفهوم الديكتاتورية البروليتاريا، لرعب منظرين أكثر محافظة. ودعمه خروتشوف في هذا.
انتخب كوسينن عضواً في أكاديمية العلوم السوفيتية في عام 1958.
بعد علمه بإصابته بمرض ميؤوس من شفائه، طلب كوسينن (عبر سفارة هلسنكي لدى الاتحاد السوفيتي) إذناً بزيارة لاوكا ويوفاسكولا كشخص عادي. ورفضت حكومة فنلندا هذا الطلب.
توفي كوسينن في موسكو في 17 مايو 1964. دُفن رماد جثته في مقبرة حائط الكرملين.
خلفت أوتو فيلي كوسينن ابنته هرتا كوسينن، وهي سياسية شيوعية قيادية في فنلندا أثناء الحرب الباردة.

## العائلة
تزوج كوسينن عدة مرات، ورُزق بالعديد من الأبناء، منهم أينو إلينا [مواليد 1901]، هرتا إلينا [مواليد 1904]، إسا أوتو فيلي [مواليد 1906]، ريكا - سيسكو [مواليد 1908]، هيكي [مواليد 1911] وتانيلي [مواليد 1913]. ظل معظم دراريه مع زوجته الأولى سايما دالستروم. في بداية العشرينات تزوج كوسينن أينو سارولا. في عام 1936، وقع في حب الأرمنية مارينا أميراغوفا التي تصغره 30 سنة، وظـَلا معاً حتى وفاة كوسينن. ولم تزوجا أبداً وولدت لهما ابنة في عام 1937 توفيت بعد 11 شهراً.
إبـّان حملة التطهير الأعظم في عام 1937، ألقي القبض على نجل كوسينن. سأله ستالين لماذا لم يحتج على ذلك؛ فأجابه كوسينن: «لا بد وأن ثمت أسباباً جدية لاعتقاله». وأُفرج لاحقاً عن ابن كوسينن.

## روابط خارجية
- أوتو فيلي كوسينن على موقع الموسوعة البريطانية (الإنجليزية)
- أوتو فيلي كوسينن على موقع مونزينجر (الألمانية)